# Ernst Hornslet
Ernst Hornslet (født 21. maj 1940 i Aarhus) er en dansk jazzmusiker og iværksætter.
Sammen med folkemusikeren Per Rohde Nielsen var EH initiatvtager til Tunø Festival.
Hovedinstrument: Plectrum-banjo (G-banjo). EH er også en habil jazzsanger (baryton)
EH startede sin musiker-karriere allerede som 14 årig, hvor han spillede 4-strenget guitar og kazoo i skiffleorkestret South Side Skiffle Group, en kvartet med to guitarer + kazoo, vaskebræt og et hjemmelavet bas-instrument bestående af en sæbetønde, et kosteskaft og basstreng (en tarm-G-streng).
EH og den anden guitarist Bjarne Duelund købte sig en banjo og en klarinet, som de lærte sig at spille på og startede et traditionelt jazzband, Aarhus Fodvarmere, i 1958.
Dette orkester var typisk for tiden et seks mands orkester bestående af trompet, klarinet, basun, banjo, kontrabas og trommer (Obs.: Ingen klaver), med forbillede i de engelske revival jazzband Chris Barber og Mr. Acker Bilks bands.
Orkestret blev hurtigt populært i datidens mange jazzklubber og ungdomsklubber, og allerede i 1960 havde de deres første professionelle job i udlandet, nemlig i en natklub i Hamborg. Det blev senere til jobs i Tyskland (Düsseldorf), og i Holland-
I forbindelse med disse udenlandsoptræden, fandt man ud af, Aarhus Fodvarmere var et usædvanlig dårligt internationalt navn og Orkestret blev døbt om til Arosia City Jazzmen. Da dette navn ar for langt i daglig brug, blev City Jazzmen sløjfet og Orkestret hedder herefter AROSIA. Der var også kommet klaver med.
Først i 70-erne opstod der en strid blandt orkestermedlemmerne, som var delt i to fraktioner, som ikke kunne blive enige om i hvilken retning, orkestret skulle udvikle sig. Det endte med en deling i to, hvor den ene halvdel fortsætte u ned navnet Arosia og den ånde i Saratoga Jazzband.
EH og Bjarne Duelund var i Saratoga-delen.
Ingen af de bands kunne imidlertid rigtig leve op til forventningerne og efter et par år med splittelse, fik man samlet stumperne og Arosia genopstod som en Fugl Fønix og fik nogle meget succesfyldte år i resten af 70-erne og 80-erne, hvis højdepunkter var deres koncerter i "Boblen" på Bispetorvet under Aarhus Fastuge.
EH fik i 1992 lyst til at prøve nye jazzmæssige udfordringer forlod Arosia. Han gik derefter sammen med to andre eks-arosianere, Karsten Ruge og Gunnar Lautrup i "Fodvarmerne".